# 푸 만추

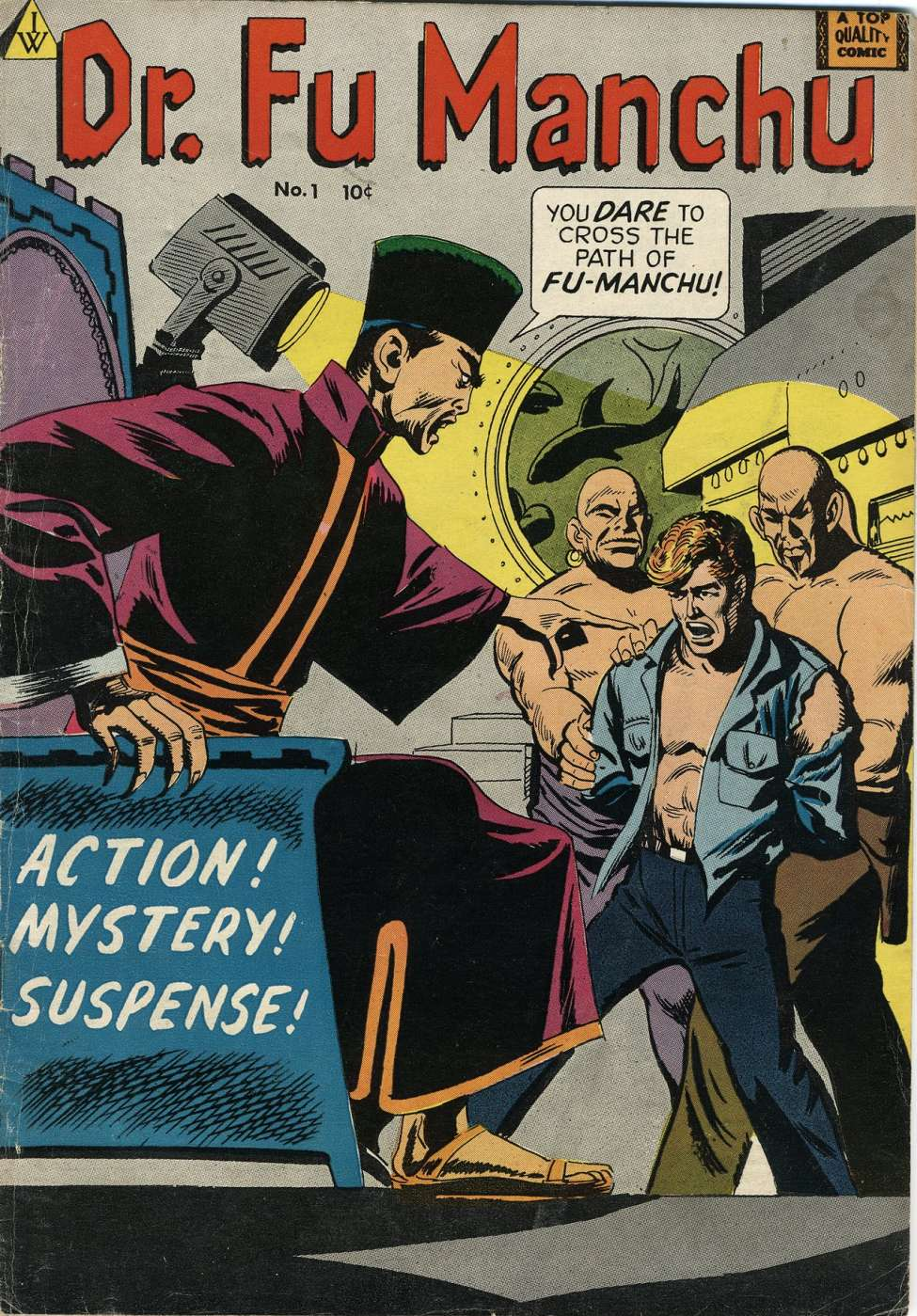

푸 맨추(영어: Fu Manchu)는 영국의 작가 색스 로머가 창조한 세계 정복의 야망을 가진 중국인 악당 캐릭터이다.

## 같이 보기
- 미국내 동아시아인에 대한 고정관념
- 미국의 반중 감정
- 황화론
- 라스 알 굴
- 샹치 (마블 코믹스)